# حكومة بومدين الثالثة
حكومة بومدين الثالثة هي حكومة أعلن عنها مجلس الثورة الجزائري، واستمرت من 21 يوليو 1970 إلى 23 أبريل 1977.

## أعضاء الحكومة
تكونت من :
- رئيس الحكومة، رئيس مجلس الوزراء، وزير الدفاع الوطني : هواري بومدين
- وزير دولة : شريف بلقاسم، تم إلغاء المنصب في 16 يوليو 1975.[2][3]
- وزير الدولة لشؤون النقل: رابح بيطاط
- وزير الخارجية : عبد العزيز بوتفليقة
- وزير الداخلية : أحمد مدغري، عوضه محمد بن أحمد عبد الغني بعد وفاة أحمد مدغري في 10 ديسمبر 1974.[4]
- وزير الزراعة والإصلاح الزراعي : محمد طيبي العربي
- وزير العدل وحافظ الأختام : بوعلام بن حمودة
- وزير التعليم الابتدائي والثانوي : عبد الكريم بن حمود
- وزير التعليم العالي والبحث العلمي : محمد الصديق بن يحيى
- وزير الصحة العامة : عمر بوجلاب
- وزير الأشغال العامة والبناء : عبد القادر زيبق
- وزير الإعلام والثقافة : أحمد طالب الإبراهيمي
- وزير الصناعة والطاقة : بلعيد عبد السلام
- وزير التعليم الأصلي والشؤون الدينية : مولود قاسم نايت بلقاسم
- وزير السياحة : عبد العزيز معاوي
- وزير العمل والشؤون الاجتماعية : محمد السعيد معزوزي
- وزير التجارة : العياشي ياكر
- وزير المالية : إسماعيل محروق، عوضه عبد المالك تمام في 24 فبراير 1976.[5]
- وزير قدماء المجاهدين : محمود قنز
- وزير البريد والاتصالات السلكية واللاسلكية : محمد القاضي، عوض بعد وفاته بسعيد آيت مسعودان.[6]
- وزير الشباب والرياضة : عبد الله فاضل.
- أمين دولة للتخطيط: كمال عبد الله خوجة
- أمين دولة للمياه: عبد الله عرباوي